# Tadami
Tadami (japanska: 只見町?, Tadami-machi) är en landskommun (köping) i västra delen av Fukushima prefektur i Japan.  